# Ancistrus bodenhameri
Az Ancistrus bodenhameri a sugarasúszójú halak (Actinopterygii) osztályának harcsaalakúak (Siluriformes) rendjébe, ezen belül a tepsifejűharcsa-félék (Loricariidae) családjába tartozó faj.

## Előfordulása
Az Ancistrus bodenhameri Dél-Amerikában fordul elő. A venezuelai Maracaibo-tóba ömlő folyók lakója.

## Megjelenése
Ez a halfaj legfeljebb 11,4 centiméter hosszú.

## Életmódja
A trópusi édesvizeket kedveli. A kavicsos és homokos víz fenekén él és keresi a táplálékát.